# 名古屋市立成章小学校
名古屋市立成章小学校（なごやしりつ せいしょうしょうがっこう）は、名古屋市港区東土古町にある公立小学校。

## 歴史
1963年（昭和38年）4月、名古屋市立中川小学校の分校として設置される。1968年（昭和43年）、名古屋市立成章小学校として分離独立した。校名の成章は、1873年（明治6年）から1889年（明治22年）まで当地に所在した「成章学校」に由来するという。成章学校は名古屋市立船方小学校の前身となったという。

### 児童数の変遷
『愛知県小中学校誌』（2018年）によると、児童数の変遷は以下の通りである。
| 1968年（昭和43年） | 445人 |  |
| 1977年（昭和52年） | 400人 |  |
| 1987年（昭和62年） | 503人 |  |
| 1997年（平成9年）  | 426人 |  |
| 2007年（平成19年） | 299人 |  |
| 2017年（平成29年） | 257人 |  |

## 通学区域
所管する名古屋市教育委員会は、2018年（平成30年）9月1日現在、港区のうち、金船町・川西通1～2丁目・新船町・須成町・東土古町・本宮町1～3丁目・本宮町8丁目・丸池町の全域および小碓町（字十四番割および字南堤起の全域）・川西通3～5丁目・小割通2～3丁目・本宮町4丁目の各一部を通学区域として指定している。
また、卒業後の進学先は名古屋市立港明中学校となっている。

## 交通アクセス
名古屋市営バス競馬場停留所が最寄りバス停である。

### WEB
1. 1 2  名古屋市教育委員会事務局総務部企画経理課企画統計係 (2018年9月18日). “港区の小・中学校一覧”.   名古屋市. 2018年11月14日閲覧。
2. ↑  名古屋市教育委員会事務局総務部教育環境計画室計画係 (2018年9月1日). “名古屋市立小・中学校の通学区域一覧（港区）” (PDF).   名古屋市. 2018年11月15日閲覧。
3. ↑  名古屋市教育委員会事務局総務部教育環境計画室計画係 (2018年4月1日). “名古屋市立中学校区一覧（小→中）” (PDF).   名古屋市. 2018年11月14日閲覧。

### 書籍
1. 1 2 3  港区制施行五十周年記念事業実行委員会 1987, p. 391.
2. ↑  港区制施行五十周年記念事業実行委員会 1987, p. 380.
3. ↑  六三制教育七十周年記念 愛知県小中学校誌 合同記念誌編集特別委員会 2018, p. 240.